# زنبور (ديالى)
زنبور، قرية تابعة لقضاء الخالص في محافظة ديالى.